# Esenbeckia pumila
Esenbeckia pumila là một loài thực vật có hoa trong họ Cửu lý hương. Loài này được Pohl mô tả khoa học đầu tiên năm 1830.

## Hình ảnh

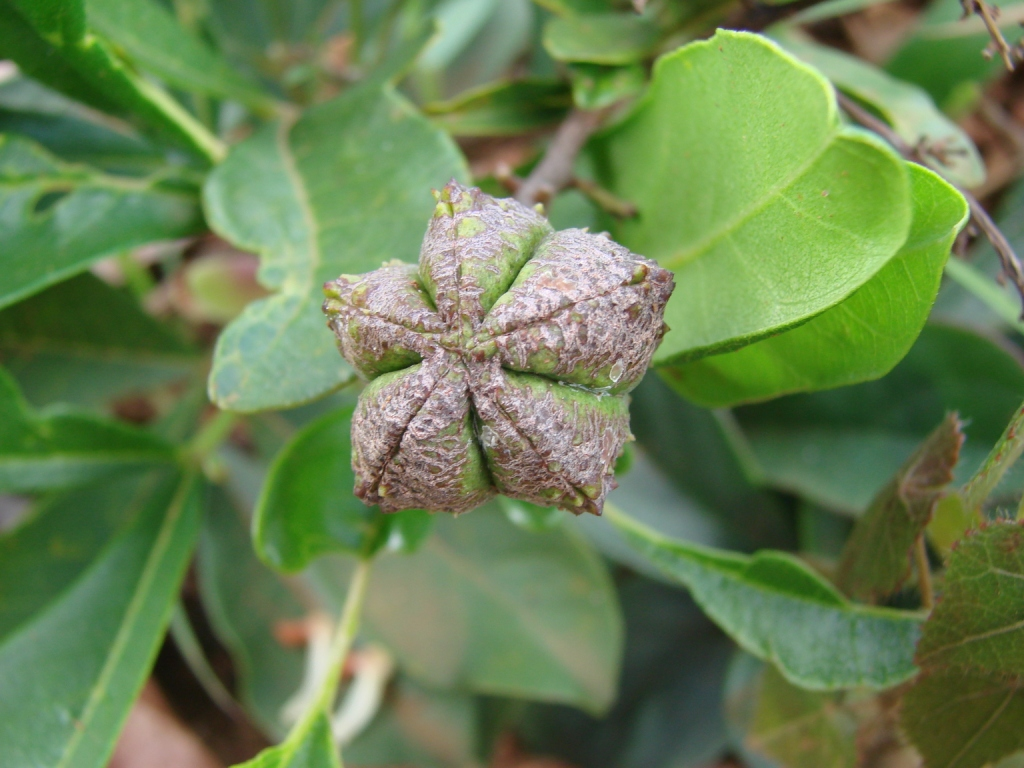
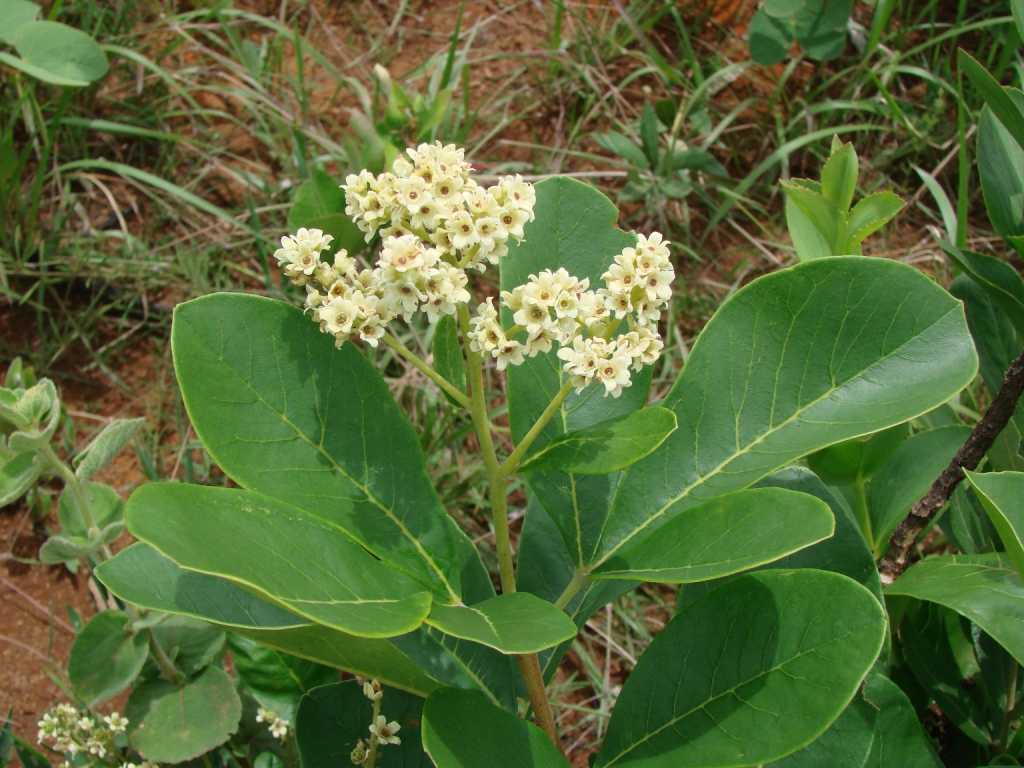